# Розанова Євгенія Костянтинівна
Євгенія Костянтинівна Розанова (рос. Евгения Константиновна Розанова; нар. 5 грудня 1990, Москва, РРСФР, СРСР) — російська акторка театру та кіно. 

## Життєпис
Євгенія Розанова народилася 5 грудня 1990 року в місті Москва. Її батьки не були акторами. Закінчила музичну школу. Виступала у шкільних виставах.
Закінчила Російський інститут театрального мистецтва, де навчалася на курсі Сергія Голомазова та Павла Хомського. 
Після закінчення театрального училища була прийнята в трупу Театру на Малій Бронній. 
Кінодебют Євгенії Розанової відбувся у 2009 році в популярному молодіжному ситкомі «Універ».

## Ролі у театрі
Театр на Малій Бронній
- Білка — «Таємниця старої шафи», режисер Олексій Фроленко.

## Ролі у кіно
- 2018 — «Пастка часу» — Ліка
- 2019 — «Маркус» — Поліна
- 2019 — «Мама моєї дочки» — Даша
- 2018 — «Так не буває» — Інна
- 2017 — «Московська полонянка» — Лєна
- 2016 — «Нитки долі» — Катя
- 2016 — «Перлове весілля» — Маша
- 2016 — «Наречена з Москви» — Василиса
- 2016 — «Вижити після-3» — Надя, модель-початківець
- 2015 — «Вижити після-2» — Надя, модель-початківець
- 2015 — «Країна чудес» — Марина, епізод
- 2013 — «Вижити після-1» — Надя, модель-початківець
- 2013 — «Земський лікар. Повернення» — Віка
- 2012 — «Щоденник лікаря Зайцевої-2» — Дарія
- 2011 — «Громадянка начальниця. Продовження» — Наташа
- 2010 — «Дирижабль» (короткометражний) — Женя
- 2009 — «Універ» — Настя